# نيسا (البرتغال)
نيسا (بالبرتغالية: ˈnizɐ‏) هي بلدية في محافظة برتلجرة في البرتغال. كان عدد السكان في عام 2011 هو 7,450 نسمة ومساحتها 575.68 km2.

## الأبرشيات
إدارياً، تنقسم البلدية إلى 7أبرشيات مدنية.
- ألبالهاو
- أريز وأميرة دو تيجو
- الروح القدس، سيدة النعمة والقديس سمعان
- مونتالفاو
- سانتانا
- القديس ماتياس
- سخيف